# 무라트 가이다로프
무라트 자이루디노비치 가이다로프(벨라루스어: Мурад Зайрудзінавіч Гайдараў 무라트 자이루지나비치 하이다라우, 러시아어: Мурад Зайрудинович Гайда́ров, 1980년 2월 13일~)는 러시아 태생 벨라루스의 레슬링 선수, 지도자이다. 러시아 유소년 국가대표 선수로 활동했고 2001년부터 2019년까지 벨라루스 국가대표 선수로 활동했다. 
2008년 하계 올림픽 남자 자유형 웰터급 은메달을 획득했고 세계 선수권 대회에서 은메달 1개를 획득했다. 현역 은퇴 후에는 레슬링 지도자로 활동하고 있으며 현재 인도 레슬링 대표팀을 지도하고 있다.